# Рок (Верхняя Гаронна)
Рок (фр. Roques, окс. Ròcas de Garona, также Рок-сюр-Гарон) — коммуна во Франции, находится в регионе Юг — Пиренеи. Департамент — Верхняя Гаронна. Входит в состав кантона Порте-сюр-Гарон. Округ коммуны — Мюре.
Код INSEE коммуны — 31458.

## География
Коммуна расположена приблизительно в 600 км к югу от Парижа, в 12 км к юго-западу от Тулузы.
По территории коммуны протекает река Гаронна.

## Климат
Климат умеренно-океанический. Зима мягкая и снежная, весна характеризуется сильными дождями и грозами, лето сухое и жаркое, осень солнечная. Преобладают сильные юго-восточные и северо-западные ветры.

## Население
Население коммуны на 2010 год составляло 3850 человек.
| 1962 | 1968 | 1975 | 1982 | 1990 | 1999 | 2010 |
| ---- | ---- | ---- | ---- | ---- | ---- | ---- |
| 906  | 1086 | 1302 | 2151 | 2662 | 2988 | 3850 |

## Администрация
| Период | Период | Фамилия          | Партия                  | Примечания |
| ------ | ------ | ---------------- | ----------------------- | ---------- |
| 1995   | 2009   | Жан-Клод Комманж | Социалистическая партия |            |
| 2009   | 2020   | Кристиан Шатонне | Социалистическая партия |            |

## Экономика
В 2010 году среди 2512 человек трудоспособного возраста (15—64 лет) 1787 были экономически активными, 725 — неактивными (показатель активности — 71,1 %, в 1999 году было 68,3 %). Из 1787 активных жителей работали 1639 человек (854 мужчины и 785 женщин), безработных было 148 (67 мужчин и 81 женщина). Среди 725 неактивных 243 человека были учениками или студентами, 280 — пенсионерами, 202 были неактивными по другим причинам.

## Фотогалерея

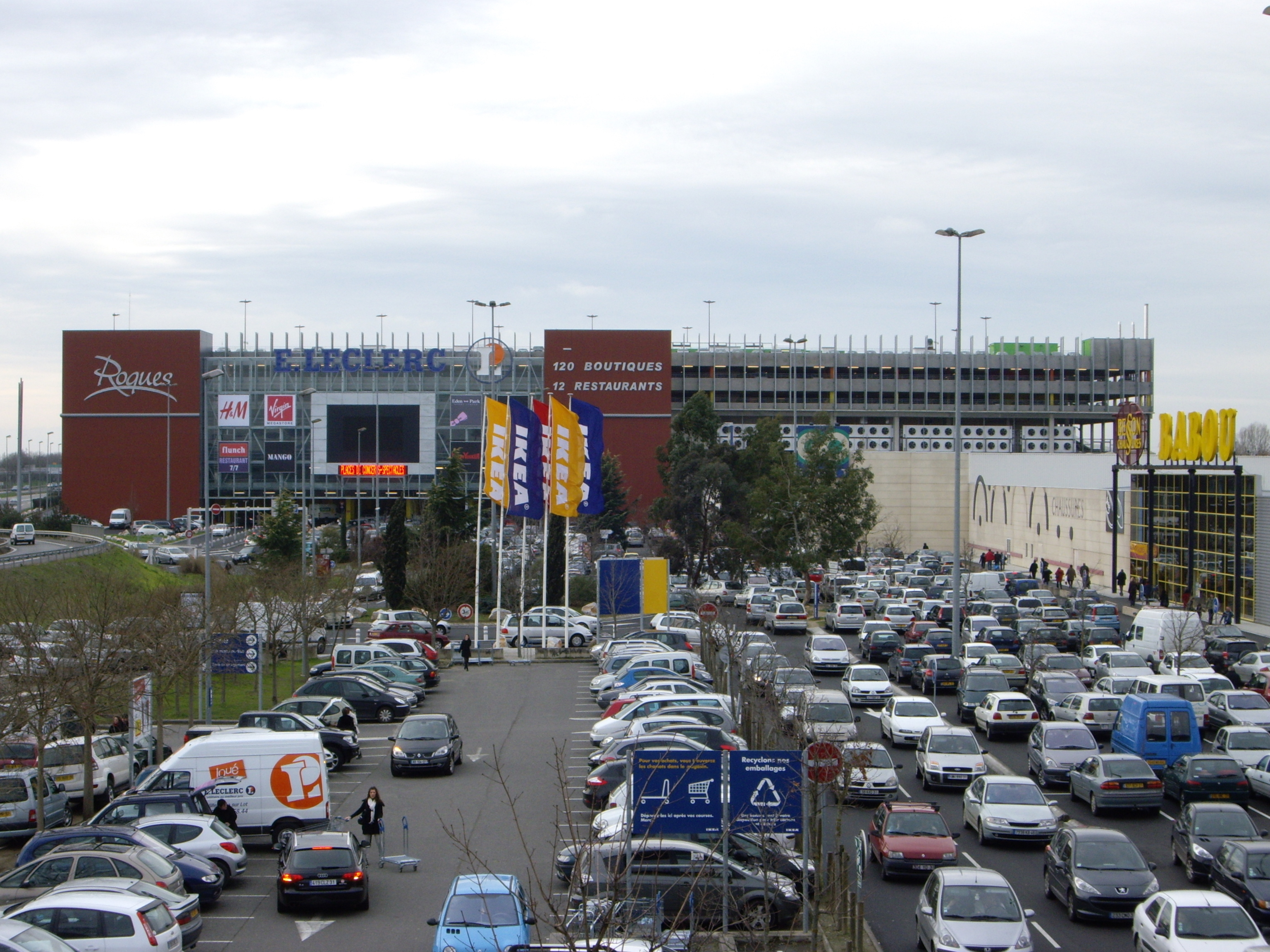
Торговый пассаж
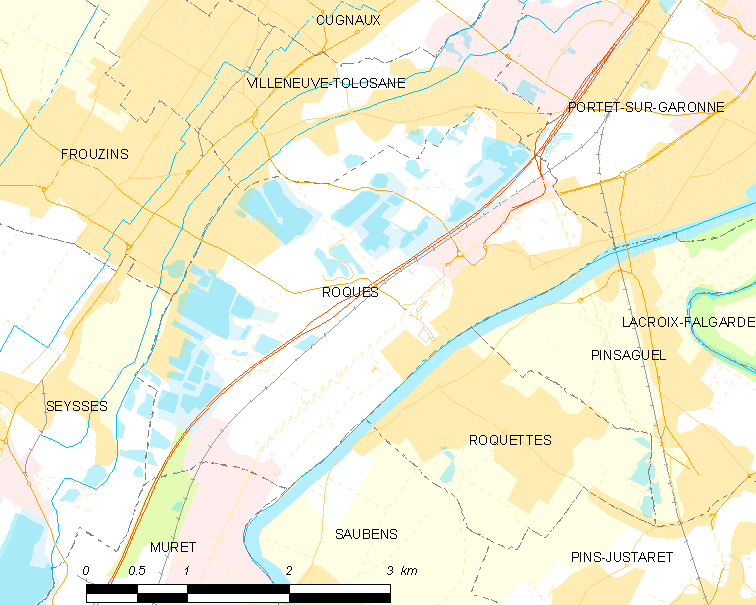
Карта коммуны